# Schronisko pod Zamkiem
Schronisko pod Zamkiem, Schronisko pod Zamkiem Średnie– schronisko na wzniesieniu Zamek, na którym stoi Zamek w Olsztynie w miejscowości Olsztyn w województwie śląskim, w powiecie częstochowskim, w gminie Olsztyn. Pod względem geograficznym jest to obszar Wyżyny Mirowsko-Olsztyńskiej w obrębie Wyżyny Częstochowskiej. 

## Opis
Schronisko znajduje się w skałach na północno-zachodniej stronie zamku, pod okrągłą basztą. Jego duży otwór o szerokości 4 m i wysokości 3,5 m jest widoczny z daleka. Ma owalny kształt opadający ku lewej stronie. Nieco niżej po jego lewej stronie jest duża, oparta o ścianę płyta skalna, pod którą powstał niewielki korytarzyk. Schronisko składa się z dużej nyży o ścianach silnie wygładzonych przez wodę. Widoczne w nich są okrągławe wgłębienia kotłów wirowych. Brak nacieków.
Schronisko powstało w późnojurajskich wapieniach skalistych. Jest suche i w całości widne. Dno jest skaliste, tylko w jego zagłębieniach zbiera się próchnica. Okolice otworu porastają rośliny zielne: mniszek lekarski, glistnik jaskółcze ziele, oleśnik górski.
Schronisko wzmiankowali M. Szelerwicz i A. Górny w 1986 r.. Jego plan opracował J. Zygmunt w 2009 r..

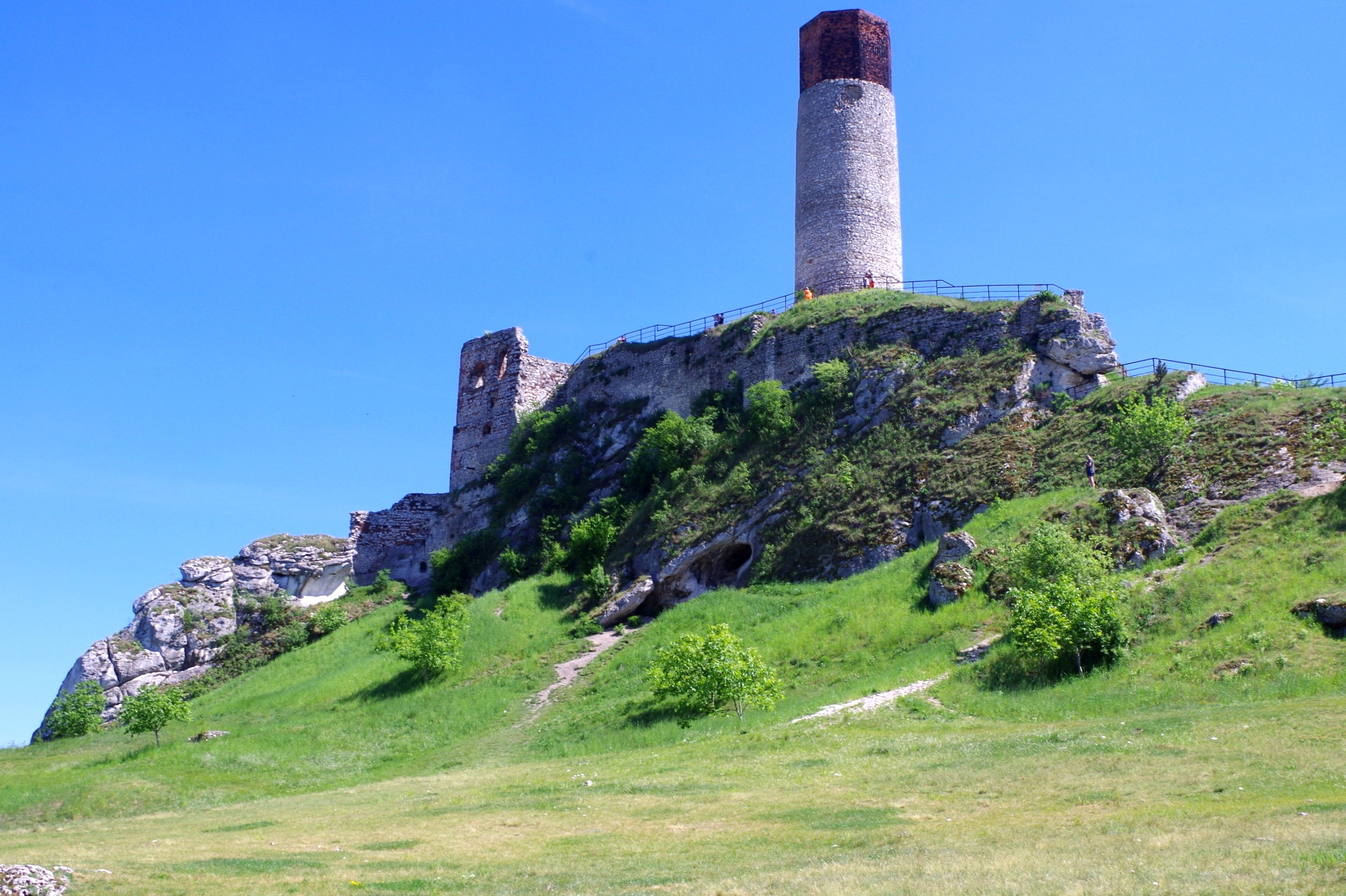
Zamek w Olsztynie z otworem schroniska
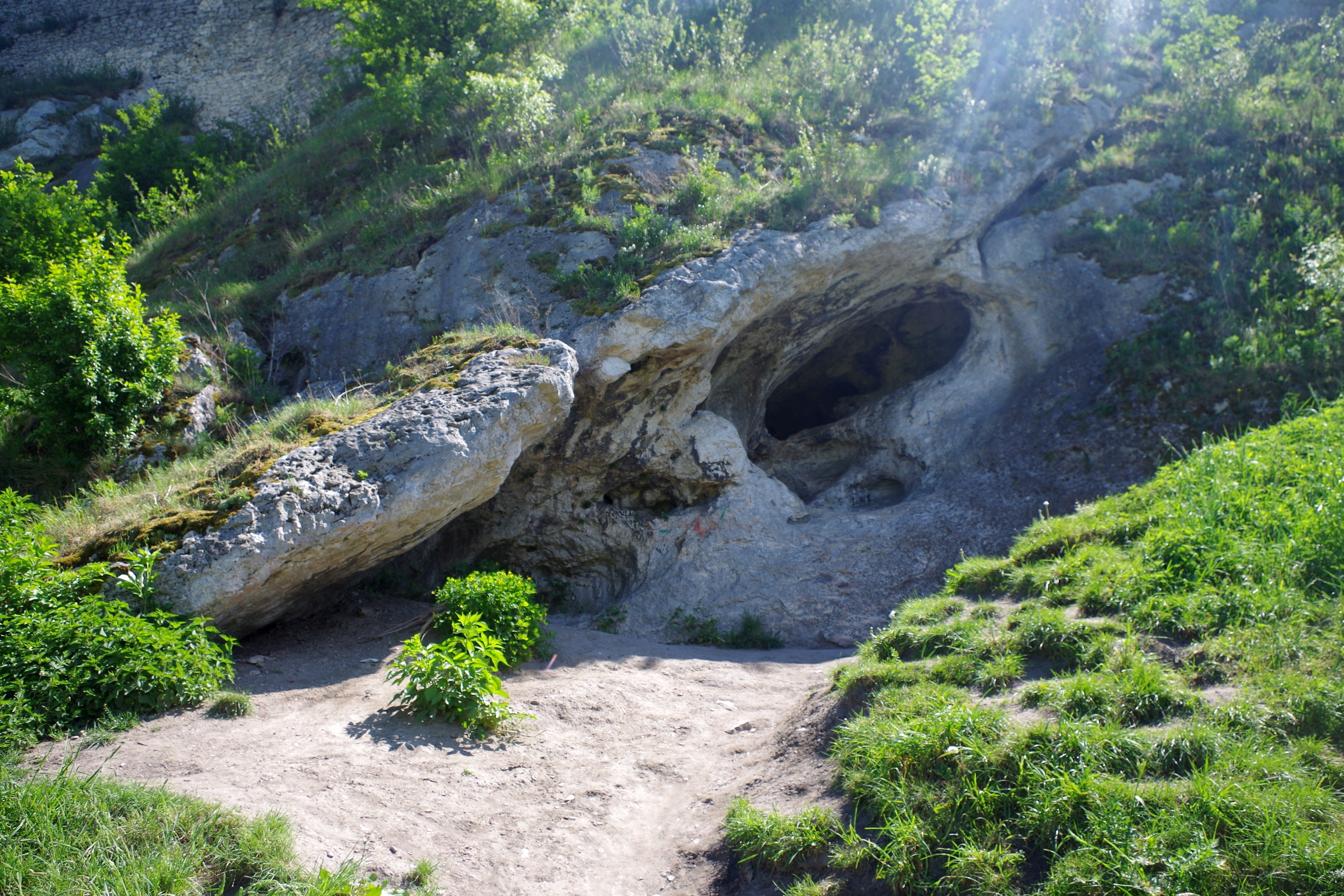
Schronisko pod Zamkiem
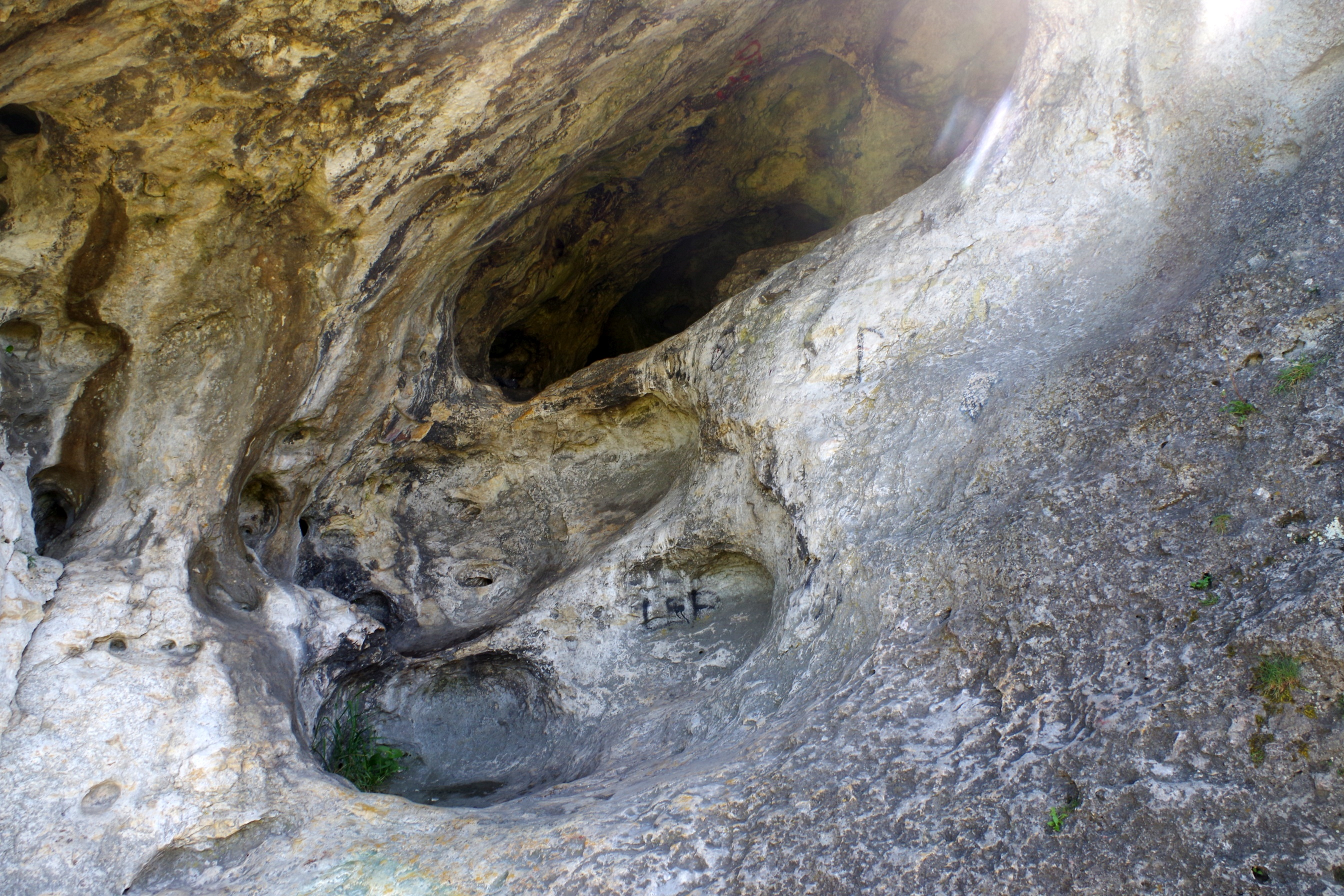
Schronisko pod Zamkiem